# 보비 콕스
로버트 조지프 "보비" 콕스(Robert Joseph "Bobby" Cox, 1941년 5월 21일 ~ )는 전 미국의 야구 선수이자 감독이다.
선수 시절에는 뉴욕 양키스에서 활약했으며, 토론토 블루제이스와 애틀랜타 브레이브스의 감독을 역임하였다. 브레이브스는 그의 등번호인 6번을 팀의 영구 결번으로 지정했다.
최고의 명장 중 한명으로 불리며, 2013년 미국 야구 명예의 전당에 입성했다.

## 선수 경력
오클라호마주 털사에서 태어나 캘리포니아주로 이주하여 셀마 고등학교와 리들리 주니어 칼리지에서 수학하였다. 1959년 콕스는 로스앤젤레스 다저스와 4만 달러를 위한 계약을 맺고 다저스의 제2군 리그 합동 운영제에서 7년을 보냈다. 1966년 그는 애틀랜타에서 그들의 첫 해에 브레이브스에 의하여 취득되었고 1967년 AAA 리치먼드 팀을 위한 3루수로 활약하였다. 다음 시즌에 브레이브스는 콕스를 뉴욕 양키스로 이적시켜 1968년 봄 콕스는 빅리그 클럽을 위한 3루수에서 자신의 직업을 시작하였다. 양키스를 위하여 7개의 홈런과 함께 .299점 만을 타구하였어도 그는 톱스 올해의 신인 선수로 임명되었으나, 아주 다음해에 보비 머서에게 자신의 직업을 잃고 마이너 리그로 돌아갔다.

## 감독 경력

### 애틀랜타 브레이브스
1971년으로 봐서 콕스는 야구로부터 은퇴하는 데 준비되었으나 경기를 완료적으로 뒤에 놔둘 수 없었고, 플로리다주 포트로더데일에 있는 양키스의 마이너 리그 시스템에서 감독직을 시작하였다. 마이너 리그의 코치로서 자신의 7년 동안 각각 콕스는 우승 기록을 가졌다. 양키스가 빌리 마틴 감독 아래 자신들의 21번째 월드 시리즈를 우승한 1977년 양키스의 1루 코치가 되는 진급으로 그는 신속히 자신의 길을 옮겼다. 그해 11월 22일 애틀랜타 브레이브스는 데일 머피와 밥 호너 같은 활기찬 선수들에 기초를 둔 팀을 다시 세우는 데 최고의 감독 예상 콕스를 기용하였다.
1978년과 1979년 브레이브스와 함께 2개의 패배 시즌들 후에 콕스는 결국 1980년 자신의 젊은 팀과 함께 진보를 만들어 81개의 경기들을 우승하고 80개의 경기들을 패하였다. 그 일은 1974년 이래 브레이브스를 위한 첫 우승 시즌이었다. 그러나 1981년 선수들의 파업이 짧아질 때 팀의 행운들은 참가자들과 함께 떨어지고 팀의 소유자 테드 터너가 마지못해 콕스를 해임하였다. 콕스는 자신의 발에 상륙하여 1982년 토론토 블루제이스의 감독으로 기용되었다.

### 토론토 블루제이스
1985년으로 봐서 콕스는 블루제이스를 부족한 확장에서 경쟁팀으로 전환시켜 그해에 아메리칸 리그 동부를 우승하고 아메리칸 리그 챔피언십 시리즈에서 캔자스시티 로열스에게 7개의 경기들에서 패한 후 월드 시리즈 진출을 놓쳤다. 자신의 노력들로 콕스는 올해의 아메리칸 리그와 메이저 리그 감독으로 임명되었다. 아직 블루제이스에서 콕스의 병역의 곧 끝날 것이었어도 그해 10월 테드 터너는 그를 브레이브스로 돌아오도록 설득시켰다.

### 브레이브스로 복귀

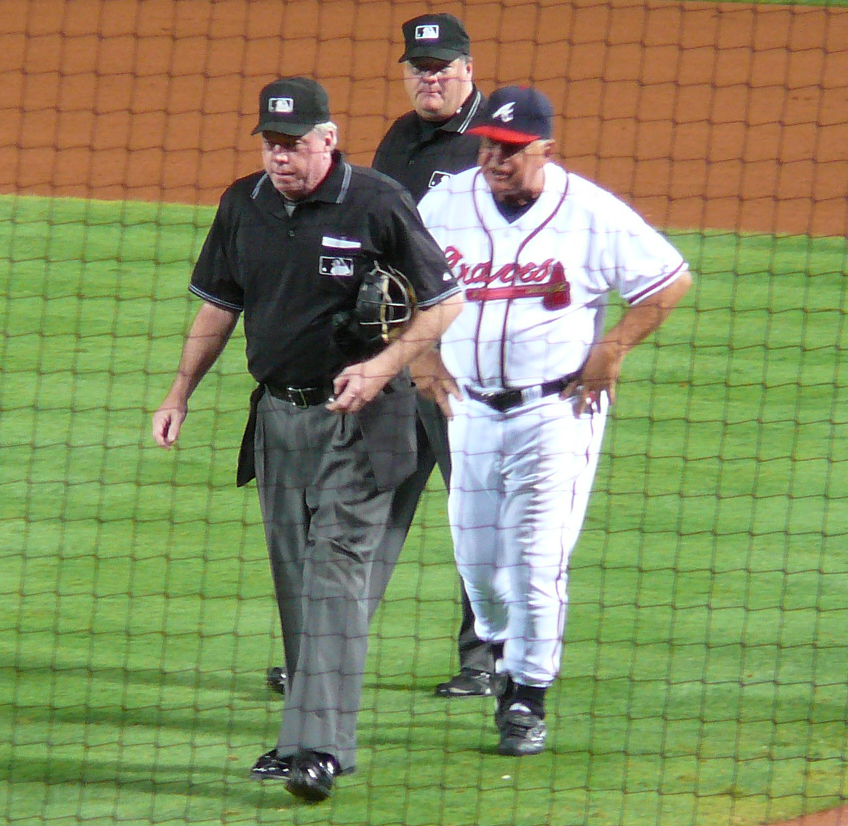
2009년 9월 퇴장을 당하는 콕스 감독

애틀랜타 브레이브스의 총지배인으로서 콕스는 제2군 리그 합동 운영제 코치 루스 닉슨을 기용하여 프랜차이즈의 중앙에서 젊은 선수들과 일하였다. 콕스의 철학은 강한 스카우팅, 영리한 선발과 최고 번영들의 적극적인 의미와 함께 쌓은 근거와 함께 팀을 세우는 것이었다. 1990년으로 봐서 콕스의 계획들은 이익을 가져오고 브레이브스는 최고의 젊은 특권들과 야구의 제2군 리그 합동 운영제들 중의 하나로서 인정을 받았다.
아직 기대들과 함께 결과들이 만나지지 않았고 1990년 6월 22일 콕스는 시즌의 나머지를 위하여 루스 닉슨의 감독직을 차지하였고 브레이브스의 더그아웃 리더로서 자신의 두번째 한정을 지냈다. 그해의 후반에 브레이브스의 본부는 자신의 총지배인과 총감독 직위들 사이에 선택하도록 콕스를 강요하였다. 브레이브스를 위하여 행운적으로 콕스는 필드에 머물기로 결정하였다. 그해 10월 존 슈어홀즈가 총지배인으로서 콕스를 대체하는 데 기용되었고, 최후로 메이저 리그 역사상 가장 성공적들 중의 하나로 증명한 콕스와 듀오를 이루었다.
브레이브스를 위하여 자신의 지배에 돌아온 첫 시즌에 콕스는 팀을 그 유명한 최악에서 최고의 책임에 이끌어 결국 1991년 월드 시리즈에서 7번째 경기의 10회에 미네소타 트윈스에게 패하였다. 이때 콕스는 올해의 내셔널 리그 감독으로 임명되었다. 1990년대에 애틀랜타 브레이브스는 5개의 내셔널 리그 페넌트를 우승하였다 - 1991년, 1992년, 1995년, 1996년과 1999년. 1991년과 2001년 사이에 브레이브스는 9개의 연속적 디비전 타이틀을 우승하여 아무 프로 특권을 위한 굉장한 성공 기록을 세웠다.
1995년 브레이브스는 도시의 첫 주요 챔피언십을 우승하여 월드 시리즈의 6개의 경기들에서 클리블랜드 인디언스를 꺾고 우승을 차지하였다. 1998년 6월 16일 콕스는 감독으로서 프랭크 셀리의 1004개의 우승 클럽 기록을 통과하였고, 2005년 시즌의 말기에 그는 2092개의 승리들을 주장할 수 있었다. 2004년과 2005년 콕스는 다시 올해의 내셔널 리그 감독으로 임명되어 연속적 해에 상을 수상하는 데 첫 감독이 되었다.

## 은퇴 후
2010년 콕스는 2005년 이래 처음으로 팀이 공식적 이후의 시즌으로 이룬 후 브레이브스의 감독직으로부터 은퇴하였다. 2013년 만장 일치로 미국 야구 명예의 전당에 헌액되었다.

## 연도별 타격 성적
| 연 도     | 소 속     | 경 기 | 타 석 | 타 수 | 득 점 | 안 타 | 2 루 타 | 3 루 타 | 홈 런 | 루 타 | 타 점 | 도 루 | 도 루 자 | 희 생 번 | 희 생 플 | 볼 넷 | 고 4 | 사 구 | 삼 진 | 병 살 타 | 타 율 | 출 루 율 | 장 타 율 | O P S |
| --------- | --------- | ----- | ----- | ----- | ----- | ----- | ------- | ------- | ----- | ----- | ----- | ----- | -------- | -------- | -------- | ----- | ---- | ----- | ----- | -------- | ----- | -------- | -------- | ----- |
| 통산：2년 | 통산：2년 | 220   | 719   | 628   | 50    | 141   | 22      | 2       | 9     | 194   | 58    | 3     | 3        | 3        | 7        | 75    | 14   | 6     | 126   | 17       | .225  | .310     | .309     | .619  |

## 연도별 감독 성적
| 연도       | 팀         | 지구       | 연령       | 시합 | 승리 | 패전 | 승률 | 순위/팀 수   | 비고      | 포스트시즌 승패 |
| ---------- | ---------- | ---------- | ---------- | ---- | ---- | ---- | ---- | ------------ | --------- | --------------- |
| 1978년     | ATL        | NL WEST    | 37         | 162  | 69   | 93   | .426 | 6 / 6        |           |                 |
| 1979년     | ATL        | NL WEST    | 38         | 160  | 66   | 94   | .412 | 6 / 6        |           |                 |
| 1980년     | ATL        | NL WEST    | 39         | 161  | 81   | 80   | .503 | 4 / 6        |           |                 |
| 1981년     | ATL        | NL WEST    | 40         | 116  | 50   | 56   | .472 | 4 / 6、5 / 6 |           |                 |
| 1982년     | TOR        | AL EAST    | 41         | 162  | 78   | 84   | .481 | 6 / 7        |           |                 |
| 1983년     | TOR        | AL EAST    | 42         | 162  | 89   | 73   | .549 | 4 / 7        |           |                 |
| 1984년     | TOR        | AL EAST    | 43         | 162  | 89   | 73   | .549 | 2 / 7        |           |                 |
| 1985년     | TOR        | AL EAST    | 44         | 161  | 99   | 62   | .615 | 1 / 7        | ALCS패    | 3승4패          |
| 1990년     | ATL        | NL WEST    | 49         | 97   | 40   | 57   | .412 | 6 / 6        | 도중 취임 |                 |
| 1991년     | ATL        | NL WEST    | 50         | 162  | 94   | 68   | .580 | 1 / 6        | WS패      | 7승7패          |
| 1992년     | ATL        | NL WEST    | 51         | 162  | 98   | 64   | .605 | 1 / 6        | WS패      | 6승7패          |
| 1993년     | ATL        | NL WEST    | 52         | 162  | 104  | 58   | .642 | 1 / 7        | NLCS패    | 2승4패          |
| 1994년     | ATL        | NL EAST    | 53         | 114  | 68   | 46   | .596 | (2 / 5)      |           |                 |
| 1995년     | ATL        | NL EAST    | 54         | 144  | 90   | 54   | .625 | 1 / 5        | WS우승    | 11승2패         |
| 1996년     | ATL        | NL EAST    | 55         | 162  | 96   | 66   | .593 | 1 / 5        | WS패      | 9승7패          |
| 1997년     | ATL        | NL EAST    | 56         | 162  | 101  | 61   | .623 | 1 / 5        | NLCS패    | 5승4패          |
| 1998년     | ATL        | NL EAST    | 57         | 162  | 106  | 56   | .654 | 1 / 5        | NLCS패    | 7승6패          |
| 1999년     | ATL        | NL EAST    | 58         | 162  | 103  | 59   | .636 | 1 / 5        | WS패      | 7승6패          |
| 2000년     | ATL        | NL EAST    | 59         | 162  | 95   | 67   | .586 | 1 / 5        | NLDS패    | 0승3패          |
| 2001년     | ATL        | NL EAST    | 60         | 162  | 88   | 74   | .543 | 1 / 5        | NLCS패    | 4승4패          |
| 2002년     | ATL        | NL EAST    | 61         | 160  | 101  | 59   | .631 | 1 / 5        | NLDS패    | 2승3패          |
| 2003년     | ATL        | NL EAST    | 62         | 162  | 101  | 61   | .623 | 1 / 5        | NLDS패    | 2승3패          |
| 2004년     | ATL        | NL EAST    | 63         | 162  | 96   | 66   | .593 | 1 / 5        | NLDS패    | 2승3패          |
| 2005년     | ATL        | NL EAST    | 64         | 162  | 90   | 72   | .556 | 1 / 5        | NLDS패    | 1승3패          |
| 2006년     | ATL        | NL EAST    | 65         | 162  | 79   | 83   | .488 | 3 / 5        |           |                 |
| 2007년     | ATL        | NL EAST    | 66         | 162  | 84   | 78   | .519 | 3 / 5        |           |                 |
| 2008년     | ATL        | NL EAST    | 67         | 162  | 72   | 90   | .444 | 4 / 5        |           |                 |
| 2009년     | ATL        | NL EAST    | 68         | 162  | 86   | 76   | .531 | 3 / 5        |           |                 |
| 2010년     | ATL        | NL EAST    | 69         | 162  | 91   | 71   | .562 | 2 / 5        | NLDS패    | 1승3패          |
| 통산：29년 | 통산：29년 | 통산：29년 | 통산：29년 | 4508 | 2504 | 2001 | .556 |              |           | 67승67패        |

- WS：월드 시리즈, LCS：리그 챔피언십 시리즈, DS：디비전 시리즈

## 참조
1. ↑  1981년에는 50일 동안의 파업 때문에 시즌이 전후기로 나누어졌다.
2. ↑  도중 취임한 1990년의 순위가 최종순위임.
3. ↑  1994년에는 선수들의 파업으로 인해 시즌이 중단됨.